# المحلة (ذمار)
المحلة هي إحدى قرى الجمهورية اليمنية. وهي تتبع جغرافيًا لمحافظة ذمار. وإداريًا لمديرية مدينة ذمار. يبلغ تعداد سكانها 2197 نسمة حسب الإحصاء الذي جرى عام 2004.
وتمتاز بمناخها المعتدل اغلب العام